# 八潮駅

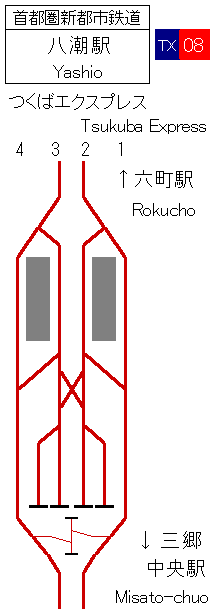
配線図

八潮駅（やしおえき）は、埼玉県八潮市大瀬六丁目にある首都圏新都市鉄道つくばエクスプレスの駅。駅番号はTX08。八潮市における唯一の鉄道駅である。

## 歴史
- 2005年（平成17年）8月24日：八潮市大字大瀬字稗田788番地1に開業。
- 2007年（平成19年）3月18日：ICカード「PASMO」の利用が可能となる[2]。
- 2009年（平成21年）9月1日：南口ロータリー供用開始。
- 2012年（平成24年）10月15日：通勤快速の運行が開始され、停車駅となる[3]。
- 2015年（平成27年）1月31日：草加都市計画事業八潮南部中央一体型特定土地区画整理事業による換地処分が前日に完了したことから、駅所在地の町名および地番が八潮市大瀬六丁目5番地1へ変更[4]。
- 2024年（令和6年）3月16日：快速の停車駅となる[5]。

## 駅構造
島式ホーム2面4線を有する高架駅である。改札を入ると右側が秋葉原方面、左側がつくば方面になっている。

### のりば
| 番線 | 路線               | 方向 | 行先       | 軌道   |
| ---- | ------------------ | ---- | ---------- | ------ |
| 1    | つくばエクスプレス | 下り | つくば方面 | 本線   |
| 2    | つくばエクスプレス | 下り | つくば方面 | 待避線 |
| 3    | つくばエクスプレス | 上り | 秋葉原方面 | 待避線 |
| 4    | つくばエクスプレス | 上り | 秋葉原方面 | 本線   |

快速列車や区間快速と普通列車との緩急接続が行われるほか、三郷中央方に留置線を4線備えており、秋葉原 - 当駅間で折り返す普通列車の運用と守谷からの回送電車の夜間留置に使われている。また、留置線の終点方の上下線の間には横取り装置による保守用車の基地がある。また、列車故障時に備えた手動転轍機の研修設備も導入されている。
- 2006年（平成18年）12月8日のダイヤ改正では、朝ラッシュ時間帯の一部上り普通列車と夜間以降の一部下り普通列車が当駅での待避を行わなくなった。
- 2008年（平成20年）10月1日改正では、日中時間帯に当駅での一部列車の待避を行うようになり秋葉原 - 当駅間の普通列車も1時間当たり約1本設定された。
- 2009年（平成21年）10月1日改正では、夕ラッシュ時の下り列車全般において当駅での区間快速待避を行なわなくなった（快速待避は存続）。

### 高架下
高架下には駅開業と同時に「TXアベニュー八潮」が開店した。
また八潮市との連携事業として、2016年10月に「やしお子育てほっとステーション」が開所。2018年4月2日には民間学童保育所が開設された。
このほか、市営の駐輪場が高架下に3か所設けられていたが、秋葉原寄り駐輪場は駐輪面積を二度拡張し、1か所増設された結果、2009年8月時点では4か所となっている。

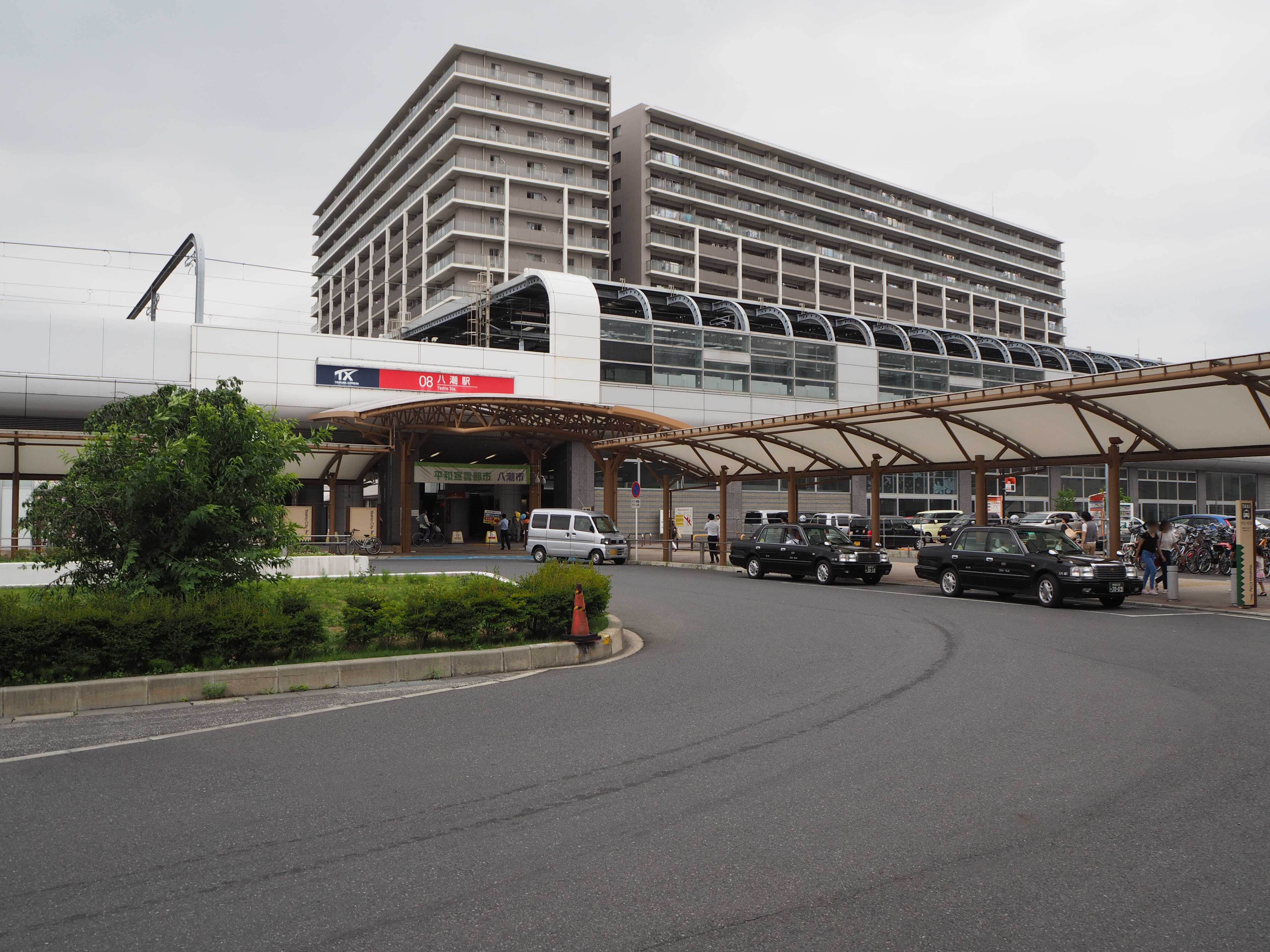
南口（2016年7月）
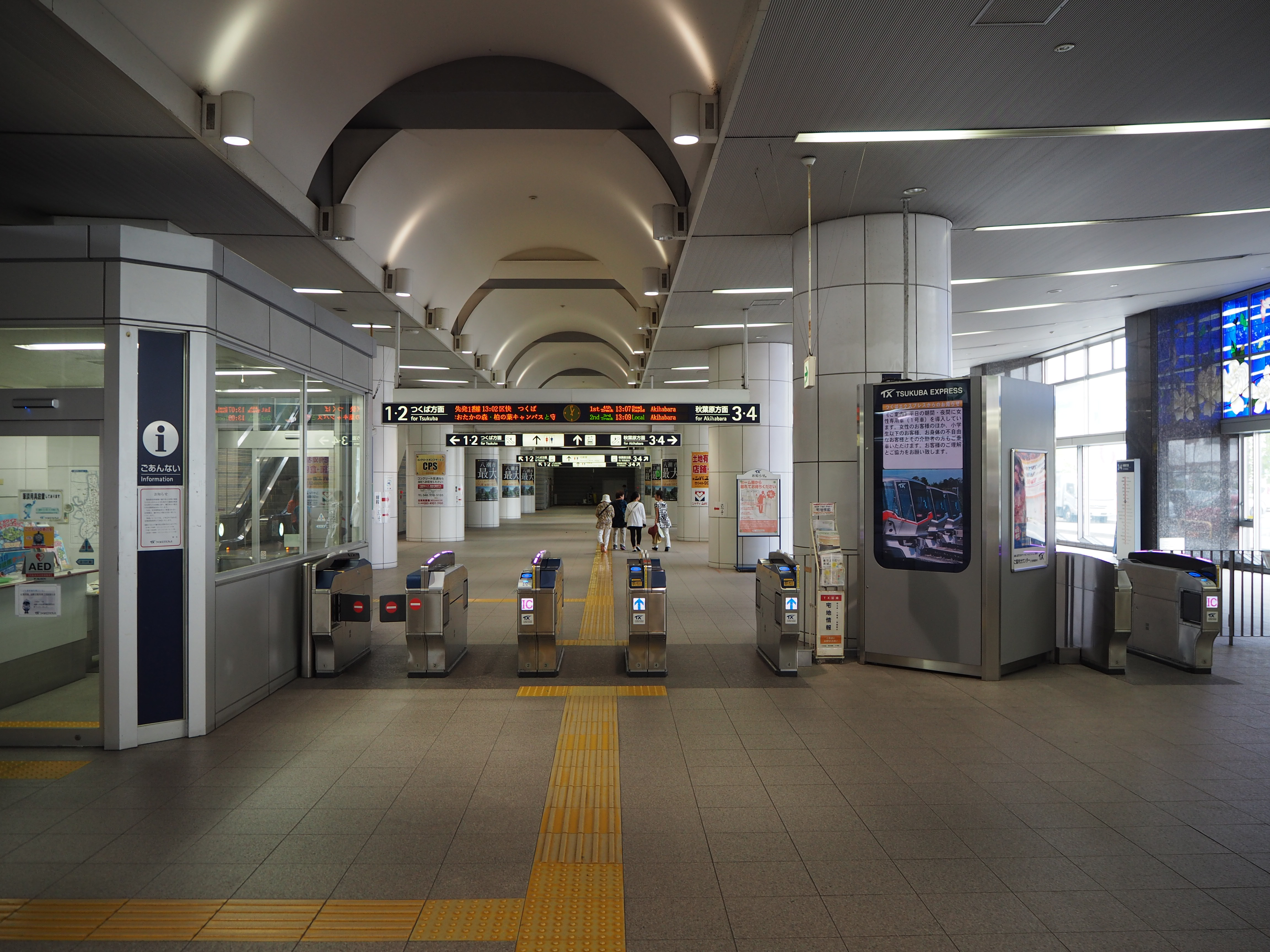
改札口（2016年7月）
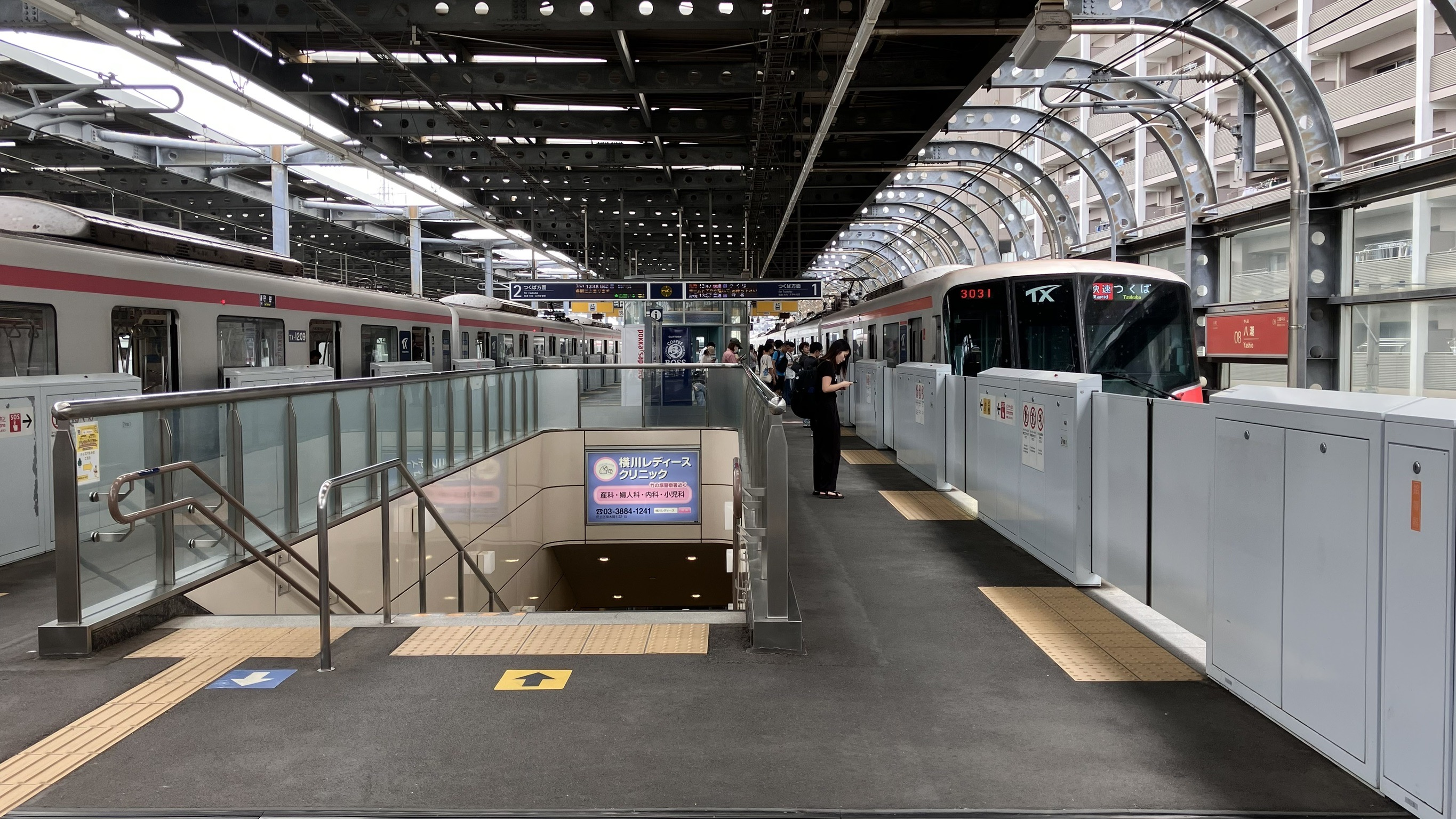
ホーム（2025年8月）

## 利用状況
2024年度の1日平均乗車人員は25,152人である。つくばエクスプレス線の他路線と接続しない駅では乗車人員が最も多い。
開業以来の1日平均乗車人員推移は下表の通りである。
| 年度               | 1日平均 乗車人員 | 出典     |
| ------------------ | ---------------- | -------- |
| 2005年（平成17年） | 6,546            | [ * 1 ]  |
| 2006年（平成18年） | 9,250            | [ * 2 ]  |
| 2007年（平成19年） | 11,381           | [ * 3 ]  |
| 2008年（平成20年） | 12,622           | [ * 4 ]  |
| 2009年（平成21年） | 13,424           | [ * 5 ]  |
| 2010年（平成22年） | 14,129           | [ * 6 ]  |
| 2011年（平成23年） | 14,895           | [ * 7 ]  |
| 2012年（平成24年） | 16,212           | [ * 8 ]  |
| 2013年（平成25年） | 17,589           | [ * 9 ]  |
| 2014年（平成26年） | 18,008           | [ * 10 ] |
| 2015年（平成27年） | 19,210           | [ * 11 ] |
| 2016年（平成28年） | 20,613           | [ * 12 ] |
| 2017年（平成29年） | 22,414           | [ * 13 ] |
| 2018年（平成30年） | 23,956           | [ * 14 ] |
| 2019年（令和元年） | 24,809           | [ * 15 ] |
| 2020年（令和02年） | 18,955           |          |
| 2021年（令和03年） | 20,477           |          |
| 2022年（令和04年） | 22,357           |          |
| 2023年（令和05年） | 24,132           |          |
| 2024年（令和06年） | 25,152           |          |

## 駅周辺
同市の中心住宅街よりもやや南に位置する当駅周辺では土地区画整理事業が行われており、ショッピングセンターや小売店舗（特にクリニック、不動産関連が多い）のほか、集合住宅や時間貸し駐車場がある。その周辺は田園地帯が広がり、工場や倉庫なども散在する低地である。
- フレスポ八潮
- 首都高速道路6号三郷線八潮PA - アクセス通路があり外部からの利用も可能だったが、2013年以降は通路が出場専用となり入場はできなくなった。その後、2019年3月12日より、埼玉県道116号八潮三郷線に面した場所に歩行者専用の出入口が新設され、外部からPA内部の店舗等を利用できるようになった。

- 東武バスセントラル八潮営業所（八潮車庫） - 当駅が開業するまでは路線バスの八潮のターミナル（起・終点）であった。
- 八潮市役所駅前出張所
- 八潮市立駅前保育所
- 八潮市立大瀬小学校
- 八潮市立大原中学校
- 草加警察署八潮駅前交番
- 八潮駅前郵便局
- 千葉銀行八潮駅前支店
- 城北信用金庫南八潮支店
- モンテール八潮事業所 - 直売店のアウトレットが有名。
- 東横INN八潮駅前
- 埼玉回生病院（上尾中央医科グループ）
- 八潮中央総合病院
- 秋月電子通商八潮店
- イオン八潮南店
- セレクション 八潮店

八潮市役所へは、八潮市コミュニティバスに乗車。

### 路線バス
八潮駅北口から草加、綾瀬、八潮団地方面への東武バス、八潮市コミュニティバス、空港連絡バスが発着している。南口からは水元公園、金町駅、松戸駅方面への京成バス、亀有方面への東武バス、綾瀬駅方面への朝日自動車の「はるかぜ」がそれぞれ発着する。2011年1月31日からは新たに南口から新中川橋経由の松戸行きが加わり、今まで北口から発車の木曽根経由の草加行きが南口発に変更となった。
北口
| 乗場 | 系統   | 主要経由地 | 行先           | 運行会社            |
| --- | ------ | --- | -------------- | ------------------- |
| 1 | 草加04 | 若柳交差点・八潮市役所・緑町五丁目・手代橋                                                                         | 草加駅         | ■東武バスセントラル |
| 1 | 草加06 | 八潮中央総合病院・八潮市役所・緑町五丁目・手代橋                                                                   | 草加駅         | ■東武バスセントラル |
| 1 | 八潮03 | 【八潮市コミュニティバス】八潮中央総合病院・八潮市役所・八潮団地・温水プール・八潮団地                             | 循環八潮駅北口 | ■東武バスセントラル |
| 1 | 八潮04 | 【八潮市コミュニティバス】八潮中央総合病院・八潮市役所・八潮高校入口・幸ノ宮橋                                     | 八潮団地       | ■東武バスセントラル |
| 1 | 八潮05 | 【八潮市コミュニティバス】大原公園・保健センター・ふれあい桜橋                                                     | 循環八潮駅北口 | ■東武バスセントラル |
| 1 | 八潮06 | 【八潮市コミュニティバス】大原公園・八潮市役所・保健センター・ふれあい桜橋                                         | 循環八潮駅北口 | ■東武バスセントラル |
| 1 | 八潮07 | 【八潮市コミュニティバス】大原公園 → 八潮市役所 → 保健センター → ふれあい桜橋 → 八潮駅北口 → 潮止橋北 → 中川小学校 | 古新田中央     | ■東武バスセントラル |
| 1 | 八潮07 | 【八潮市コミュニティバス】ふれあい桜橋 → 保健センター → 八潮市役所 → 大原公園 → 八潮駅北口 → 潮止橋北 → 中川小学校 | 古新田中央     | ■東武バスセントラル |
| 1 | 八潮07 | 【八潮市コミュニティバス】潮止橋北・中川小学校                                                                     | 古新田中央     | ■東武バスセントラル |
| 1 | 八潮08 | 【八潮市コミュニティバス】潮止橋北・中川小学校                                                                     | 古新田中央     | ■東武バスセントラル |
| 2 | 草加01 | 八潮車庫・八幡小学校前・柳之宮・手代橋                                                                             | 草加駅         | ■東武バスセントラル |
| 2 | 草加03 | 八潮車庫・八幡小学校前・伊草団地・手代橋                                                                           | 草加駅         | ■東武バスセントラル |
| 3 | 綾61   | 八潮車庫・氷川神社前・神明町・加平橋                                                                               | 綾瀬駅         | ■東武バスセントラル |
| 4 | 八潮01 | 八潮四丁目・八潮高校西・鶴ヶ曽根 → 八潮団地 → 工業団地 → 新町                                                      | 循環八潮駅北口 | ■東武バスセントラル |
| 4 | 八潮01 | 八潮四丁目・八潮高校西・新町 → 工業団地 → 八潮団地 → 鶴ヶ曽根                                                      | 循環八潮駅北口 | ■東武バスセントラル |
| 4 | 八潮01 | 八潮四丁目・八潮高校西・鶴ヶ曽根 → 八潮団地 → 工業団地                                                             | 新町           | ■東武バスセントラル |
| 4 | 八潮01 | 八潮四丁目・八潮高校西・新町 → 工業団地 → 八潮団地                                                                 | 鶴ヶ曽根       | ■東武バスセントラル |
| 4 | 八潮01 | 八潮四丁目・八潮高校西・鶴ヶ曽根                                                                                   | 八潮団地       | ■東武バスセントラル |
| 6 | 綾21   | 六ツ木都住 | 綾瀬駅         | ■東武バスセントラル |
| 6 | 北綾22 | 六ツ木都住 | 北綾瀬駅       | ■東武バスセントラル |
| 備考 - 循環は循環路線 - 八潮03は八潮団地以北を循環、八潮団地以南は往復とも八潮04と同一経路 - 八潮05・06は八潮駅発始発から13時55分発まではふれあい桜橋先回り。それ以降は大原公園先回り - 八潮06は八潮駅発8時30分から17時20分発まで運転。それ以外の時間は八潮05（市役所非経由）となる - 綾61 - 土・日・祝日の最終バスは氷川神社前止まり。 - 八潮01は東武バスセントラル草加営業事務所 梅32は東武バスセントラル葛飾営業所 - 上記2系統以外の東武バスは東武バスセントラル八潮営業所 - かつてははるかぜ7号が乗り入れていた。 |        | |                |                     |

空港連絡バス（北口より発着）
| 乗場 | 系統 | 主要経由地               | 行先     | 運行会社                                                                   |
| ---- | ---- | ------------------------ | -------- | -------------------------------------------------------------------------- |
| 5    |      | （直通）                 | 羽田空港 | 京浜急行バス・東武バスセントラル                                           |
| 5    |      | （直通「しらこばと号」） | 成田空港 | 東京空港交通・リムジンパッセンジャーサービス・千葉交通・東武バスセントラル |

南口
| 乗場 | 系統   | 主要経由地                                             | 行先       | 運行会社                      |
| --- | ------ | ------------------------------------------------------ | ---------- | ----------------------------- |
| 1 | 金61   | 戸ヶ崎操車場・水元公園                                 | 金町駅     | ■京成バス                     |
| 1 | 松05   | 戸ヶ崎操車場・農協支所・上葛飾橋入口・松戸営業所       | 松戸駅     | ■京成バス                     |
| 1 | 松05   | 戸ヶ崎操車場・農協支所・上葛飾橋入口                   | 松戸営業所 | ■京成バス                     |
| 1 | 松04   | 伊勢野・(新中川橋)・農協支所・上葛飾橋入口・松戸営業所 | 松戸駅     | ■京成バス ■東武バスセントラル |
| 2 | 草加05 | 木曽根・中川八潮フラワーパーク入口・緑町五丁目・手代橋 | 草加駅     | ■東武バスセントラル           |
| 2 | 八潮02 | 木曽根・中川八潮フラワーパーク入口                     | 上二丁目   | ■東武バスセントラル           |
| 3 |        | 【はるかぜ2号】六ツ木都住・北綾瀬駅入口                | 綾瀬駅     | ■朝日自動車                   |
| 3 | 有64   | 六木三丁目・足立郷土博物館前                           | 亀有駅     | ■東武バスセントラル           |
| 3 | 有65   | 六ツ木都住                                             | 亀有駅     | ■東武バスセントラル           |
| 備考 - 【松04】の一部と【松05】は京成バス松戸営業所が担当 - 【金61】は京成バス金町営業所が担当 - 【草加05】【八潮02】【有64】と【松04】の一部は東武バスセントラル八潮営業所担当 - 【はるかぜ2号】は足立区コミュニティバス「はるかぜ」2号（綾瀬・六木線） |        |                                                        |            |                               |

八潮駅東
駅南口側、埼玉県道54号松戸草加線沿い・タイムパーク八潮駅前付近。
| 乗場 | 系統                        | 主要経由地   | 行先     | 運行会社      |
| ---- | --------------------------- | ------------ | -------- | ------------- |
|      | Dts line 八ッ場・草津温泉号 | 道の駅八ッ場 | 草津温泉 | ■Dts creation |

※運休中

## その他

### 茨城方面からの高速バスのTX乗り継ぎ
高速バスの水戸、常陸太田、常陸大宮・大子、勝田・東海、日立・高萩、益子・笠間の各ルートの上り便から当駅でつくばエクスプレスへ乗り継ぐことができる。駅に近接する首都高速6号三郷線八潮パーキングエリアに降車専用のバス停が設置されており、そこから徒歩（所要6分程度）で当駅まで行き、つくばエクスプレスで秋葉原方面へ向かうことにより、東京都心方面への到達時間短縮が期待されている。当駅から秋葉原方面への乗車券を100円（大人・小児とも）でバス運転士から購入することができる。乗車券は発売当日限り有効。なお、つくばエクスプレスに乗る必要がない場合は、乗車券を購入せずに降車することも可能。2017年10月1日より筑波大学・つくばセンターからの便も降車できるようになったが、同線については、TX乗り継ぎ乗車券の取り扱いはされない。

## 隣の駅
首都圏新都市鉄道
つくばエクスプレス
■快速
北千住駅 (TX05) - 八潮駅 (TX08) - 南流山駅 (TX10)
■通勤快速（平日下りのみ運転）
六町駅 (TX07) → 八潮駅 (TX08) → 南流山駅 (TX10)
■区間快速（平日朝ラッシュ時間帯の上り以外の列車）
北千住駅 (TX05) - 八潮駅 (TX08) - 三郷中央駅 (TX09)
■区間快速（平日朝ラッシュ時間帯の上り列車）・■普通
六町駅 (TX07) - 八潮駅 (TX08) - 三郷中央駅 (TX09)

### 記事本文

### 利用状況
私鉄の1日平均利用客数
1. ↑  乗車人員 - つくばエクスプレス

私鉄の統計データ
1. ↑  埼玉県統計年鑑 - 埼玉県
2. ↑  統計やしお - 八潮市

埼玉県統計年鑑
1. ↑  埼玉県統計年鑑（平成18年）
2. ↑  埼玉県統計年鑑（平成19年）
3. ↑  埼玉県統計年鑑（平成20年）
4. ↑  埼玉県統計年鑑（平成21年）
5. ↑  埼玉県統計年鑑（平成22年）
6. ↑  埼玉県統計年鑑（平成23年）
7. ↑  埼玉県統計年鑑（平成24年）
8. ↑  埼玉県統計年鑑（平成25年）
9. ↑  埼玉県統計年鑑（平成26年）
10. ↑  埼玉県統計年鑑（平成27年）
11. ↑  埼玉県統計年鑑（平成28年）
12. ↑  埼玉県統計年鑑（平成29年）
13. ↑  埼玉県統計年鑑（平成30年）
14. ↑  埼玉県統計年鑑（令和元年）
15. ↑  埼玉県統計年鑑（令和2年）